# (4258) Ryazanov
(4258) Ryazanov es un asteroide perteneciente al cinturón de asteroides, descubierto el 1 de septiembre de 1987 por Liudmila Karachkina desde el Observatorio Astrofísico de Crimea (República de Crimea).

## Designación y nombre
Designado provisionalmente como 1987 RZ2. Fue nombrado Ryazanov en honor del director de cine soviético Eldar Alexandrovich Rjazanov.